# Fuscideaceae
Fuscideaceae es una familia de hongos ascomicetos formadores de líquenes del orden Umbilicariales, de la clase Lecanoromycetes. Contiene seis géneros. La familia fue circunscripta por el micólogo Hafellner en 1982.